# Sylvania (Pennsilvània)
Sylvania és una població dels Estats Units a l'estat de Pennsilvània. Segons el cens del 2000 tenia 200 habitants.

## Demografia
Segons el cens del 2000, Sylvania tenia 200 habitants, 76 habitatges, i 55 famílies. La densitat de població era de 124,5 habitants/km².
Dels 76 habitatges en un 36,8% hi vivien nens de menys de 18 anys, en un 53,9% hi vivien parelles casades, en un 11,8% dones solteres, i en un 27,6% no eren unitats familiars. En el 21,1% dels habitatges hi vivien persones soles el 10,5% de les quals corresponia a persones de 65 anys o més que vivien soles. El nombre mitjà de persones vivint en cada habitatge era de 2,63 i el nombre mitjà de persones que vivien en cada família era de 2,93.
Per edats la població es repartia de la següent manera: un 25,5% tenia menys de 18 anys, un 9% entre 18 i 24, un 28% entre 25 i 44, un 27% de 45 a 60 i un 10,5% 65 anys o més.
L'edat mediana era de 38 anys. Per cada 100 dones de 18 o més anys hi havia 98,7 homes.
La renda mediana per habitatge era de 35.000$ i la renda mediana per família de 41.750$. Els homes tenien una renda mediana de 27.083$ mentre que les dones 20.179$. La renda per capita de la població era de 15.181$. Entorn del 7,5% de les famílies i l'11,8% de la població estaven per davall del llindar de pobresa.

## Poblacions més properes
El següent diagrama mostra les poblacions més properes.